# Ola By Rise
Ola By Rise (Trondheim, 14 novembre 1960) è un allenatore di calcio ed ex calciatore norvegese, di ruolo portiere.

## Carriera

### Giocatore

#### Club
Nella sua carriera da calciatore, è stato il portiere del Rosenborg, squadra della sua città natale. Dal 1977 al 1995, ha giocato trecentoquarantasei incontri nella Tippeligaen, che al momento del suo ritiro ha segnato il record per il campionato norvegese.

#### Nazionale
By Rise ha giocato per venticinque volte con la maglia della Norvegia. Ha partecipato, con la selezione scandinava, al campionato del mondo 1994.

### Allenatore
By Rise è stato l'assistente allenatore della Nazionale norvegese, quando essa è stata guidata da Trond Sollied (1998), Nils Arne Eggen (1999-2002) e Åge Hareide (2003). Quando Hareide ha lasciato il Rosenborg per diventare il commissario tecnico della Nazionale, By Rise ne ha preso il posto, guidando la squadra nel campionato 2004. Il Rosenborg era reduce da dodici titoli consecutivi, e nel 2004 si è riconfermato tale, vincendo il campionato per la differenza reti negli scontri diretti con il Vålerenga. By Rise è stato così licenziato nel mese di novembre, perché la dirigenza ha ritenuto la stagione fallimentare.
Successivamente ha lavorato nella NRK finché, il 18 luglio 2006, non è tornato ad essere l'assistente allenatore della Nazionale. L'8 giugno 2015 è stato nominato allenatore del Ranheim, formazione militante nella 1. divisjon. Il 28 ottobre successivo, il Ranheim ha reso noto che By Rise avrebbe lasciato il club al termine della stagione in corso, venendo sostituito da Svein Maalen.

## Palmarès

### Giocatore

#### Club
- Campionato norvegese: 7

Rosenborg: 1985, 1988, 1990, 1992, 1993, 1994, 1995
- Coppa di Norvegia: 4

Rosenborg: 1988, 1990, 1992, 1995

#### Individuale
- Portiere norvegese dell'anno: 1

1992
- Kniksen della Gloria: 1

1995

### Allenatore
- Campionato norvegese: 1

Rosenborg: 2004